# Żytno (gromada)
Żytno – dawna gromada, czyli najmniejsza jednostka podziału terytorialnego Polskiej Rzeczypospolitej Ludowej w latach 1954–1972.
Gromady, z gromadzkimi radami narodowymi (GRN) jako organami władzy najniższego stopnia na wsi, funkcjonowały od reformy reorganizującej administrację wiejską przeprowadzonej jesienią 1954 do momentu ich zniesienia z dniem 1 stycznia 1973, tym samym wypierając organizację gminną w latach 1954–1972.
Gromadę Żytno siedzibą GRN w Żytnie utworzono – jako jedną z 8759 gromad na obszarze Polski – w powiecie radomszczańskim w woj. łódzkim, na mocy uchwały nr 36/54 WRN w Łodzi z dnia 4 października 1954. W skład jednostki weszły obszary dotychczasowych gromad Żytno, Ewina, Mała Wieś i Rędziny oraz wieś Załawie z dotychczasowej gromady Rogaczówek ze zniesionej gminy Żytno, wieś Bugaj z dotychczasowej gromady Sekursko ze zniesionej gminy Dąbrowa Zielona oraz przysiółek Turznia z dotychczasowej gromady Sady ze zniesionej gminy Maluszyn w tymże powiecie. Dla gromady ustalono 22 członków gromadzkiej rady narodowej.
1 stycznia 1959 do gromady Żytno przyłączono obszar zniesionej gromady Silnica.
1 stycznia 1959 do gromady Żytno przyłączono wieś Magdalenka i przysiółek Czech z gromady Cielętniki w tymże powiecie.
31 grudnia 1959 do gromady Żytno przyłączono wieś Jacków ze zniesionej gromady Huta Drewniana.
31 grudnia 1961 do gromady Żytno przyłączono obszar zniesionej gromady Ciężkowice.
Gromada przetrwała do końca 1972 roku, czyli do kolejnej reformy gminnej. 1 stycznia 1973 w powiecie radomszczańskim reaktywowano gminę Żytno.